# هيومن كايند
هيومن كايند (بالإنجليزية: Humankind)‏ هي لعبة استراتيجية تناوب الأدوار نشرتها شركة سيجا، صدرت اللعبة على مايكروسوفت ويندوز وجوجل ستاديا في أغسطس 2021.